# Bobby Byrd
Pour les articles homonymes, voir Byrd.
Bobby Byrd, de son vrai nom Robert Howard Byrd, né le 15 août 1934 à Toccoa (Géorgie) et mort le 12 septembre 2007 à Loganville (Géorgie), est un chanteur, compositeur, musicien et producteur américain, principalement connu pour avoir été le principal collaborateur et vocaliste de James Brown.

## Carrière
Il a été le leader du groupe Avons qui deviendra The Famous Flames avec l'arrivée de James Brown en 1956 (qui en prendra la tête). Ils collaborèrent jusqu'à la mort de ce dernier.
Les titres funk de Byrd et Brown sont aujourd'hui très appréciés et samplés, notamment par de nombreux rappeurs (Public Enemy, Ice Cube, LL Cool J)…
Il a été marié à la chanteuse funk Vicki Anderson, autre collaboratrice de James Brown.
Il est mort le 12 septembre 2007 d'un cancer du poumon.